# Bódvalenke, Borsod-Abaúj-Zemplén
Bódvalenke este un sat în districtul Edelény, județul Borsod-Abaúj-Zemplén, Ungaria, având o populație de 206 locuitori (2011). 

## Demografie
Componența etnică a satului Bódvalenke
     Maghiari (61,99%)
     Romi (38,01%)
Componența confesională a satului Bódvalenke
     Reformați (14,56%)
     Necunoscută (85,44%)
Conform recensământului din 2011, satul Bódvalenke avea 206 locuitori. Din punct de vedere etnic, majoritatea locuitorilor (61,99%) erau maghiari, cu o minoritate de romi (38,01%). Nu există o religie majoritară, locuitorii fiind  și reformați (14,56%). Pentru 85,44% din locuitori nu este cunoscută apartenența confesională.